# Wattia ferruginea
Wattia ferruginea là một loài ruồi trong họ Tachinidae.